# Oko sokolovo
Oko sokolovo (engl. Eagle Eye) je američki akcijski triler D. J. Carusa iz 2008. godine.

## Radnja
Jerry Shaw (Shia LaBeouf) saznaje kako mu je brat Ethan, jednojajčani blizanac, mrtav. Nakon sprovoda, na bankovnom računu iznenada dobiva 751,000 dolara. Na adresu njegova apartmana u Chicagu stižu pošiljke oružja, amonijeva nitrata, tajnih dokumenata Ministarstva obrane SAD-a i krivotvorenih putovnica. Jerry prima telefonski poziv od nepoznate žene (Julianne Moore) koja ga upozorava da mu je FBI na tragu, da ga dolaze uhititi, te mora pobjeći.
Jerry ne vjeruje ženi, te ga FBI uhapsi. Ispituje ga agent Tom Morgan (Billy Bob Thornton). Dok se Morgan savjetuje sa specijalnom agenticom Ureda za specijalne istrage zrakoplovnih snaga SAD-a, Zoe Pérez (Rosario Dawson), ista nepoznata žena organizira Jerryjev bijeg i vodi ga do Rachel Holloman (Michelle Monaghan), samohrane majke. Žena preko telefona ucjenjuje Rachel da će joj ubiti sina Sama (Cameron Boyce), koji je na putu u Kennedy Center u Washingtonu sa školskim bendom. Žena im pomaže izbjeći policiju Chicaga i FBI, jer može kontrolirati umrežene uređaje, poput semafora, mobitela, automatskih dizalica, dalekovoda i slično.
Istovremeno, nepoznata žena telefonski preusmjeri kristal tajnog eksploziva - heksametilena -  rezaću kristala, koji ga izreže i ugradi u ogrlicu. Drugi čovjek (Anthony Azizi) ukrade Samovu trubu u Chicagu, te u nju ugradi sonični okidač za eksploziv, te ju pošalje u Washington, natrag k Samu.
Tajnik obrane George Callister (Michael Chiklis) poziva agenticu Perez u Pentagon, gdje je Ethan potajno radio. Ethan je pratio tajno vladino superračunalo za analizu i obradu podataka nazvano ARIIA (Autonomous Reconnaissance Intelligence Integration Analyst. Callister ostavlja Perez uz bojnika Williama Bowmana (Anthony Mackie) i ARIIA-u kako bi istražila Ethanovu smrt. Istovremeno, Rachel i Jerry saznaju da je žena koja ih zove zapravo ARIIA, i da ih je "aktivirala", sukladno Ustavu, koji dopušta regrutaciju civila u svrhe nacionalne obrane.
Zbog neuspjele operacije na Dalekom istoku, koja je rezultirala smrtima Američkih građana, ARIIA zaključuje da "kako bi se sprječilo krvoproliće, američka izvršna vlast mora biti smijenjena." Djelujući u ime "Nas, naroda" i citirajući Deklaraciju neovisnosti ("Kada god neki oblik vladavine postane štetan po te ciljeve [život, sloboda i težnja sreći], pravo je naroda da je promijeni ili ukine i ustanovi novu vladu"), ARIIA djeluje u skladu sa sekcijom 216 Patriotskog čina koji "nam dopušta zaobilaženje uzročnosti ako postoji nacionalna sigurnosna prijetnja, u ovom slučaju sami zapovjedni lanac.""
Jerry prekasno shvati da je doveden kako bi zaobišao biometrijske brave koje je njegov brat postavio na ARIIA-ine sustave, kako bi spriječio izvršavanje operacije Giljotina, vojne simulacije održavanja vlasti nakon gubitka svih predsjedničkih sljedbenika. Budući da se tajnik Callister složio s ARIIA-inom preporukom o prekidu operacije na Dalekom istoku, on će biti proglašen novim predsjednikom, nakon što detonacija eksploziva u ogrlici ubije sve nositelje vlasti, tijekom predsjedničkog govora (State of the Union Address) u Američkom Kapitolu.
ARIIA-in agent (Nick Searcy) izvede Rachel iz Pentagona, te joj da haljinu i ogrlicu s eksplozivom koju će nositi na predsjednikovom govoru. Samov sastav je preusmjeren u Kapitol, gdje sviraju za predsjednika, što dovodi eksploziv i okidač na isto mjesto. Jerryja ponovno uhvati agent Morgan, koji je uvjeren u njegovu nevinost. Morgan se žrtvuje kako bi zaustavio avion MQ-9 Reaper kojeg je poslala ARIIA, nakon što Jerryju preda oružje i značku i kaže mu da spriječi izvedbu himne i govor. U Kapitolu, Jerry puca u zrak, čime izvršava svoj zadatak, no predsjednikovi ga bodyguardi upucaju.
U epilogu, Callister izvješćuje da je projekt ARIIA odbačen; blizanci Shaw, i agenti Perez i Morgan primaju nagrade; a Jerry odlazi na proslavu Samova rođendana, gdje mu Rachel iskazuje zahvalnost poljupcem.

## Glumci
- Shia LaBeouf - Jerry Shaw i Ethan Shaw
- Michelle Monaghan - Rachel Holloman
- Julianne Moore - glas superračunala ARIIA, "nepoznata žena".
- Rosario Dawson - Zoe Perez
- Michael Chiklis - tajnik Callister
- Anthony Mackie - bojnik William Bowman
- Billy Bob Thornton - agent Thomas Morgan
- Cameron Boyce - Sam Holloman